# Hermann Mosler (Politiker)
Hermann Josef Eduard Mosler (* 15. Dezember 1838 in Koblenz; † 3. Juli 1891 in Trier) war ein deutscher römisch-katholischer Priester, Theologe, Hochschullehrer und Politiker (Zentrum).

## Leben
Mosler besuchte das Gymnasium in Koblenz und studierte von 1856 bis 1859 Philosophie und Theologie an den Universitäten in Münster und Tübingen sowie von 1859 bis 1861 am Bischöflichen Priesterseminar Trier. Er war 1857 einer der Stifter der katholischen Studentenverbindung AV Rhenania Tübingen. 1861 empfing er die Priesterweihe in Trier. Danach war er ein Jahr Kaplan in Trier-St. Antonius, um dann weiter an der Universität München zu studieren, wo er 1863 promoviert wurde. 1863 wurde er zum Professor der neutestamentlichen Exegese am Priesterseminar Trier berufen. 1874 wurde dieses im Rahmen des Kulturkampfs geschlossen. Mosler war deshalb zuerst in Münster, dann wieder in Trier mit Studien und der praktischen Seelsorge beschäftigt. 1886 war er nach Wiedereröffnung des Bischöflichen Priesterseminars Trier dort wieder als Professor tätig.
Von 1880 bis 1891 war er Mitglied des Preußischen Abgeordnetenhauses für den Wahlkreis Stadt Trier. Von 1884 bis 1887 war er Mitglied des Reichstags für den Wahlkreis Regierungsbezirk Trier 1 Daun, Bitburg, Prüm und die Deutsche Zentrumspartei.